# Открытие Нептуна
Откры́тие Непту́на — обнаружение восьмой планеты Солнечной системы, одно из важнейших астрономических открытий XIX века, сделанное благодаря предварительным вычислениям (согласно фразе Д. Ф. Араго, ставшей крылатой — «планета, открытая на кончике пера»). Нептун был открыт в Берлинской обсерватории 24 сентября 1846 года И. Галле и его помощником д’Арре на основании расчётов У. Леверье. Независимо от Леверье аналогичные расчёты для поисков заурановой планеты произвёл Д. К. Адамс.
Обнаружению восьмой планеты предшествовала длительная история исследований и поисков.

## Ранние наблюдения
Есть свидетельства, что Нептун фактически наблюдался астрономами и ранее, до его официального открытия в 1846 году. Поскольку Нептун невидим с Земли невооружённым глазом (его видимая звёздная величина составляет порядка 7,7), первые наблюдения Нептуна стали возможны только после изобретения телескопа. Считается, что ещё Галилео Галилей наблюдал Нептун 28 декабря 1612 года и 29 января 1613 года. В обоих случаях Галилей принял планету за неподвижную звезду в соединении с Юпитером на ночном небе, и нет никаких свидетельств о том, что Галилей воспринял замеченный Нептун как новое, ранее неизвестное светило.
Английский астроном Джон Гершель в своём письме от 1846 года к В. Я. Струве отметил, что фактически наблюдал Нептун 14 июля 1830 года и, хотя его телескоп был достаточно мощным, чтобы рассмотреть диск Нептуна, он в то время ошибочно счёл наблюдаемый объект звездой.
В 1847 году, уже после открытия Нептуна и расчёта характеристик его орбиты, американский астроном Сирс Уолкер из Военно-морской обсерватории США, исследуя архивные записи, обнаружил, что 8 и 10 мая 1795 года французским астрономом Лаландом из Парижской обсерватории наблюдалась звезда, находившаяся в том самом месте, где должен был находиться Нептун. Обнаружение этих записей о расположении Нептуна в 1795 году способствовало более точному расчёту его орбиты.

## Возмущения орбиты Урана и их интерпретация
Вскоре после открытия Урана в 1781 году У. Гершелем в движении этой планеты стали выявляться непонятные аномалии — она то «отставала» от расчётного положения, то опережала его. Часто в литературе указывают, что, изучив особенности движения Урана, А. Лексель первым из астрономов предположил, что на Уран воздействует притяжение неизвестного космического тела, орбита которого расположена ещё дальше от Солнца. Однако это не соответствует действительности: в докладе, сделанном в Санкт-Петербургской императорской академии наук 11 марта 1783 года, Лексель, напротив, утверждал: «явственно доказывается как моими вычислениями, так и исследованиями многих других астрономов, что круговой путь с наблюдениями весьма согласуется».
По-видимому, впервые научное сообщество обратило внимание на аномалии в движении Урана только в 1788 году. Сперва эти аномалии отнесли на счёт возмущений, действующих со стороны Юпитера и Сатурна. И действительно: в 1790 году французский астроном Жан-Батист Деламбр вычислил движение Урана с учётом таких возмущений, и оказалось, что оно довольно хорошо согласуется с наблюдениями. На несколько десятилетий проблема была снята. «Проблема Урана» вновь обрела актуальность в 20-х годах XIX века. В 1821 году французский астроном Алексис Бувар опубликовал таблицы положения Урана на много лет вперёд. Но в течение последующих 10 лет данные непосредственных наблюдений Урана всё больше расходились с таблицами Бувара, что вызвало в научном сообществе необходимость объяснения этого феномена. В 1831—1832 годах были выдвинуты следующие гипотезы для объяснения непонятного «поведения» Урана:
1. Уран в своём движении испытывает сопротивление газо-пылевой среды, которая заполняет межпланетное пространство. Это сопротивление и вызывает систематические отклонения от расчётной траектории, построенной без учёта какого-либо сопротивления среды.
2. Уран обладает не открытым ещё спутником, который вызывает наблюдаемые отклонения[10].
3. Незадолго перед открытием Урана Гершелем произошло столкновение этой планеты или её сближение с кометой, резко изменившее орбиту Урана.
4. Закон притяжения Ньютона не остаётся абсолютно справедливым на таких больших расстояниях от Солнца, на каком находится Уран, и далее.
5. На движение Урана оказывает влияние ещё одна, до сих пор не открытая и не известная планета (см. рисунок)[11].

Варианты 1—3 были отвергнуты астрономическим сообществом практически сразу, 4-й вариант большинство астрономов воспринимало весьма скептически. Таким образом, наиболее привлекательной оставалась гипотеза за № 5.
В ряде источников первым человеком, предположившим существование заурановой планеты, называется английский астроном Томас Хасси. После публикации таблиц Бувара, Хасси на основе собственных наблюдений обнаружил аномалии в орбите Урана и предположил, что они могут быть вызваны наличием внешней планеты. После этого Хасси посетил Бувара в Париже и обсудил с ним вопрос об этих аномалиях. Бувар обещал Хасси провести расчёты, необходимые для поиска гипотетической планеты, если найдёт время для этого. В ноябре 1834 года Хасси направил письмо Д. Б. Эйри (в 1835 году ставшему директором Гринвичской обсерватории), где отметил:

Я имел разговор с Алексисом Буваром о предмете, над которым я часто размышлял и который, вероятно, вас заинтересует; ваше мнение определит и моё. Занимаясь много в последний год некоторыми наблюдениями Урана, я близко познакомился с таблицами Бувара для этой планеты. Кажущиеся необъяснимыми противоречия между «старыми» и «новыми» наблюдениями подсказали мне возможность существования некоторого возмущающего тела за орбитой Урана, которое остаётся пока неизвестным, поэтому не принималось до сих пор во внимание. Моя первая идея заключалась в том, чтобы установить эмпирически некоторое приближённое положение на небе этого предполагаемого тела, а затем приняться с моим большим рефлектором за работу, просматривая вокруг все слабые звёзды. Но я сам оказался полностью неспособным выполнить первую часть такой программы… Позднее в разговоре с Буваром я спросил его, может ли такое иметь место. Его ответ был утвердительным… и что по этому поводу он вёл переписку с Ганзеном… На мой вопрос, можно ли получить положения эмпирически, а затем организовать поиски в близкой окрестности, он дал полностью положительный ответ. Он сказал при этом, что требующиеся для этого вычисления не столько трудны, сколько громоздки и что если бы у него было свободное время, то он бы их предпринял и передал результаты мне, как основу для проведения наблюдений именно в нужном малом участке неба.— 
Эйри на это ответил:

Я много размышлял над неправильностями Урана… Это — загадка. Но я без колебаний высказываю мнение, что сейчас ещё нет ни малейшей надежды выяснить природу внешнего воздействия. Если же такое есть, то я очень сомневаюсь в возможности определить положение планеты, оказывающей это действие. Я уверен, что этого нельзя сделать, пока природа нерегулярностей не будет хорошо определена после нескольких последовательных оборотов Урана [вокруг Солнца].— 
Поскольку продолжительность обращения Урана вокруг Солнца составляет 84 года, письмо Эйри охладило энтузиазм Хасси в поисках заурановой планеты.
Но, несмотря на скепсис Эйри, уже к 1836 году в мировом астрономическом сообществе сложилось представление о том, что за орбитой Урана есть достаточно массивная планета и её надо искать. В пользу этого высказывались, например, в 1835 году известный французский астроном Э. Б. Вальц и директор обсерватории в Палермо Н. Каччиаторе. Последний даже сообщил, что он наблюдал в мае 1835 года движущееся небесное светило, представляющее, по-видимому, планету, расположенную за орбитой Урана.
Бельгийский астроном Луи Вартман (фр. Louis François Wartmann), узнав о наблюдениях Каччиаторе, опубликовал в том же 1836 году заметку, в которой сообщил, что ещё в сентябре 1831 года он также наблюдал движущееся небесное светило и счёл, что это — новая планета, которая должна находиться примерно на двойном расстоянии от Солнца по сравнению с Ураном, а её период обращения должен составлять, следовательно, около 243 лет.
Осталось неизвестным, действительно ли Вартман и Каччиаторе наблюдали новую планету, но, во всяком случае, их слова говорят не только о распространённости гипотезы о существовании неизвестной планеты, но и о том, что был уже поставлен вопрос о местонахождении этой планеты — за орбитой Урана. В то же время точных расчётов характеристик этой планеты и её орбиты не было сделано до середины 1840-х годов в силу чрезвычайной сложности этой задачи небесной механики — как принципиальных, так и технических. Эйри по этому поводу занимал неизменно скептическую позицию, считая задачу в принципе неразрешимой.

## Открытие «на кончике пера»

### Расчёты Д. К. Адамса
В 1841 году студент колледжа Сент-Джона Кембриджского университета Д. К. Адамс ознакомился с публикацией Эйри 1832 года, в которой была изложена теория Бувара для Урана и рассказано о её трудностях при совместном учёте «старых» и «новых» наблюдений, о её расхождениях с наблюдениями после 1820 года. После этого проблема неизвестной планеты захватила Адамса. В июле 1841 года он пишет в своём дневнике, что решил после получения степени бакалавра как можно скорее заняться исследованием движения Урана:

Моя цель — можно ли их [неправильности в движении Урана] приписать действию не обнаруженной ещё планеты за Ураном, определить приближённо элементы её орбиты и пр., что приведёт, вероятно, к открытию планеты.— 
Весной 1843 года Адамс беседовал с директором обсерватории Кембриджского университета Д. Чэллисом о своих планах по исследованию проблемы неизвестной планеты и её поискам Чэллис отнёсся к идеям Адамса благожелательно и обещал свою помощь. И действительно, как только Адамс, получивший летом 1843 года первые результаты и увидевший, что не хватает наблюдений, обратился к Чэллису, последний сразу же (13 февраля 1844 года) написал Эйри и менее чем через неделю получил от него необходимые результаты наблюдений. С лета 1843 года до сентября 1845 года Адамс получил шесть решений по движению Урана, из которых каждое следующее он считал точнее предыдущего. В сентябре 1845 года он передал Чэллису указанные элементы орбиты неизвестной планеты, а также расчёт её предполагаемого положения на небе 30 сентября 1845 года. Расхождение координат Адамса с фактическим положением неизвестной планеты составляло в сентябре-октябре 1845 года около 1°,9. Это величина довольно существенная, — около четырёх видимых диаметров Луны, — но всё же вполне позволявшая вести поиск. Начав наблюдения, Чэллис мог бы добиться успеха в поиске новой планеты. Впоследствии английские астрономы вменяли Чэллису в вину именно то, что он не начал наблюдения осенью 1845 года.

### Расчёты У. Леверье
В 1845—1846 годах Урбен Леверье выпустил 3 статьи, в которых обосновал наличие расхождений движения Урана с наблюдениями наличием неоткрытой планеты, призвав начать её поиски.

## Обнаружение новой планеты
Иоганн Галле, получив письмо Леверье 23 сентября, тем же вечером приступил к наблюдениям. Поскольку поиск новой планеты не входил в плановые наблюдения Берлинской обсерватории, на внеплановую работу нужно было получить разрешение директора обсерватории И. Ф. Энке, который отличался большой педантичностью в соблюдении регламента наблюдений и изрядным скепсисом в отношении инициатив молодых сотрудников. Поначалу Энке отказал Галле, но после настойчивых просьб последнего дал согласие, поскольку уходил на празднование своего юбилея (23 сентября 1846 Энке исполнилось 55 лет).
Помочь Галле в поисках новой планеты с энтузиазмом вызвался 24-летний студент Генрих д’Арре (в некоторых российских источниках его фамилию транскрибируют как д’Аррест).
Для наблюдений был использован ахроматический 23-сантиметровый рефрактор, изготовленный компанией И.Фраунгофера.
Для поиска новой планеты было два возможных пути:
1. По видимому перемещению относительно звёзд (в этом случае каждую звезду в районе предполагаемого нахождения новой планеты надо было наблюдать дважды с интервалом в несколько дней, фиксируя её точные координаты);
2. По видимому диску, размер которого, как указывал Леверье, должен был составлять порядка 3".

Поначалу Галле, направив телескоп в указанную Леверье точку неба, не обнаружил новой планеты. Тогда д’Арре предложил третий способ поиска: использовать карту звёздного неба, сличая светила, нанесённые на карту с теми, которые реально наблюдаются на небе. Поскольку неизвестной планеты на карте не может быть, ей окажется звезда, не обозначенная на звёздной карте. Для этого требовалась достаточно подробная и точная звёздная карта, и такая карта в Берлинской обсерватории имелась. Это была карта звёздного атласа Берлинской академии наук, составленная Карлом Бремикером и напечатанная в конце 1845 года. (К сентябрю 1846 года эта карта ещё не была разослана в обсерватории Великобритании и Франции).
Взяв карту Бремикера, Галле и д’Арре продолжили наблюдения. Галле по очереди называл звёзды, их положение и блеск, а д’Арре отмечал их на карте. Сразу же после полуночи (в 0 часов 0 минут 14 секунд 24 сентября) Галле назвал звезду примерно 8-й звёздной величины, которую д’Арре на карте не нашёл. Её положение отличалось от указанного Леверье на 52'. С этим известием, несмотря на поздний час, д’Арре побежал к Энке, который присоединился к наблюдениям молодых коллег, и они втроём наблюдали за обнаруженным объектом до его захода в 2 ч 30 мин. Окончательной уверенности, что наблюдаемое светило является новой планетой, у них не было, поскольку из-за слабости выбранного окуляра телескопа диск светила они рассмотреть так и не смогли. Было решено продолжить наблюдения на следующую ночь. Наблюдения вечером 24 сентября велись уже в телескоп с окуляром, дающим 320-кратное увеличение, и в этот вечер все трое наблюдателей смогли, во-первых, разглядеть у нового светила диск размером примерно 3", а во-вторых, обнаружить его видимое собственное движение — примерно 70" к западу, что полностью совпадало с оценками Леверье. После этого никаких сомнений не оставалось: новая планета Солнечной системы открыта. Об этом открытии Галле уведомил Леверье письмом от 25 сентября.

## Выбор названия новой планеты
Галле в своём письме к Леверье 25 сентября предложил для новой планеты название «Янус». Это соответствовало принятой у астрономов традиции, когда название новому объекту давал его первооткрыватель. Однако в этом случае ситуация была иной: мировое научное сообщество расценивало открытие новой планеты как исключительную заслугу Леверье.
Леверье в письмах Галле и редактору главного немецкого астрономического журнала Astronomische Nachrichten Г. Х. Шумахеру предложил своё название — «Нептун». 1 октября он направил письма Д. Б. Эйри и директору Пулковской обсерватории В. Я. Струве с предложением назвать новую планету Нептуном. Но в начале октября Леверье внезапно изменил своё решение и предложил назвать планету в свою честь — «Леверье». В этом его активно поддержал директор Парижской обсерватории Франсуа Араго, однако эта инициатива натолкнулась на существенное сопротивление за пределами Франции. Французские альманахи очень быстро вернули название «Гершель» для Урана, в честь её первооткрывателя Уильяма Гершеля, и «Леверье» для новой планеты.
В Англии Чэллис предложил другое название: «Океан».
Директор Пулковской обсерватории Василий Струве отдал предпочтение названию «Нептун». О причинах своего выбора он сообщил на съезде Императорской Академии наук в Петербурге 29 декабря 1846 года. Это название получило поддержку за пределами России и вскоре стало общепринятым международным наименованием планеты.

## Скандал с «бумагами Нептуна»
В 1998 году были найдены так называемые «бумаги Нептуна» (имеющие историческое значение бумаги из Гринвичской обсерватории), которые были незаконно присвоены американским астрономом Олином Дж. Эггеном и хранились у него в течение почти трёх десятилетий, и были обнаружены во владении Эггена только после его смерти.

## Миф о предсказании открытия Нептуна Нострадамусом
Открытие Нептуна, как и любое значительное событие в истории, стало обрастать мифами. Один из них — это предсказание открытия Нептуна Нострадамусом, якобы сделанное им за 300 лет до этого события. В 4-й центурии, 33-м катрене Нострадамуса есть строки:

Юпитер связан с Венерой больше, чем с Луной,

Явившейся во всем своем блеске.

Венера скрыта, в свете Луны исчез Нептун,

Поражаемый тяжёлым копьём Марса.— Нострадамус. Дата обращения: 7 мая 2014. Архивировано из оригинала 8 мая 2014 года.
Некоторые интерпретаторы пророка предложили следующее толкование этих строк: 

Данные, сообщаемые провидцем, полностью совпадают с положениями планет в данное время. Это пора полнолуния (2-я строка). В свете Луны растворяется свет Нептуна (последняя половина 3-й строки). В момент первых наблюдений расстояние от Венеры до Юпитера меньше, чем от Юпитера до Луны (1-я строка). Венера не видна, так как находится под горизонтом: согласно этому указанию, время определяется «около полуночи» (первая половина 3-й строки). Марс находится в оппозиции к Нептуну (4-я строка): на языке астрологов выражение «тяжело поражённый» обозначает оппозицию, поскольку Марс, находящийся одновременно в оппозиции с планетой Сатурн, является вдвойне весомым («тяжёлое копьё» в 4-й строке).— Нострадамус. Дата обращения: 7 мая 2014. Архивировано из оригинала 8 мая 2014 года.
В то же время, как отмечают современные исследователи наследия Нострадамуса, его астрологические расчёты были далеко не точными, он допускал грубые ошибки в расчёте времени наступления лунных фаз, а астрологические пассажи в «Пророчествах», несмотря на их частоту и пестроту, малоинформативны и почти никогда не позволяют уточнить дату события.

## Мировоззренческое значение открытия Нептуна
Открытие Нептуна имело исключительно важное значение для науки, поскольку оно окончательно подтвердило справедливость как гелиоцентрической системы мира Николая Коперника, так и справедливость и универсальность закона всемирного тяготения Исаака Ньютона. Открытие ранее невидимой планеты было подготовлено союзом небесной механики и всевозрастающей точности искусства астрономических наблюдений.
Д. Б. Эйри отмечал:

Во всей истории астрономии и, даже я могу сказать, во всей истории науки не происходило ничего подобного… Уран, Церера, Паллада были открыты в ходе наблюдений, которые вовсе не предусматривали открытие планет… Но движение Урана, изученное учёными, которые находились целиком под впечатлением универсальности закона притяжения, указывало на действие некоторого возмущающего тела. Математики, наконец, решились приступить к работе, чтобы удостовериться в возможном существовании такого тела. Они показали, что предположение о возмущающем теле, движущемся по некоторой определённой орбите, полностью объясняет возмущение Урана. С твёрдостью, которую я должен характеризовать как замечательную, они выразили своё убеждение, что возмущающая планета должна находиться точно в некотором месте и иметь такой-то вид. Она действительно была найдена на этом месте и имела предсказанный вид. История астрономии не знает других подобных примеров.— 